# Supuesto de hecho
Un supuesto de hecho es una premisa que, en el caso de que se cumpla, lleva a una o más consecuencias jurídicas.
Toda ley, tanto en el sentido científico, como en el jurídico, parte de un supuesto de hecho. La diferencia estriba en la forma en que aparece la consecuencia:
- En el ámbito científico la consecuencia aparece de forma automática. Por ejemplo, el calentamiento de agua pura a 100 °C lleva, en todo caso, a su evaporación.
- En el ámbito jurídico es el Estado el que fuerza el cumplimiento de la consecuencia. El caso típico es el derecho penal, en donde el estado fuerza el cumplimiento de una pena a quien ha cometido un delito (supuesto de hecho).

- Datos: Q6136082